# حمازة

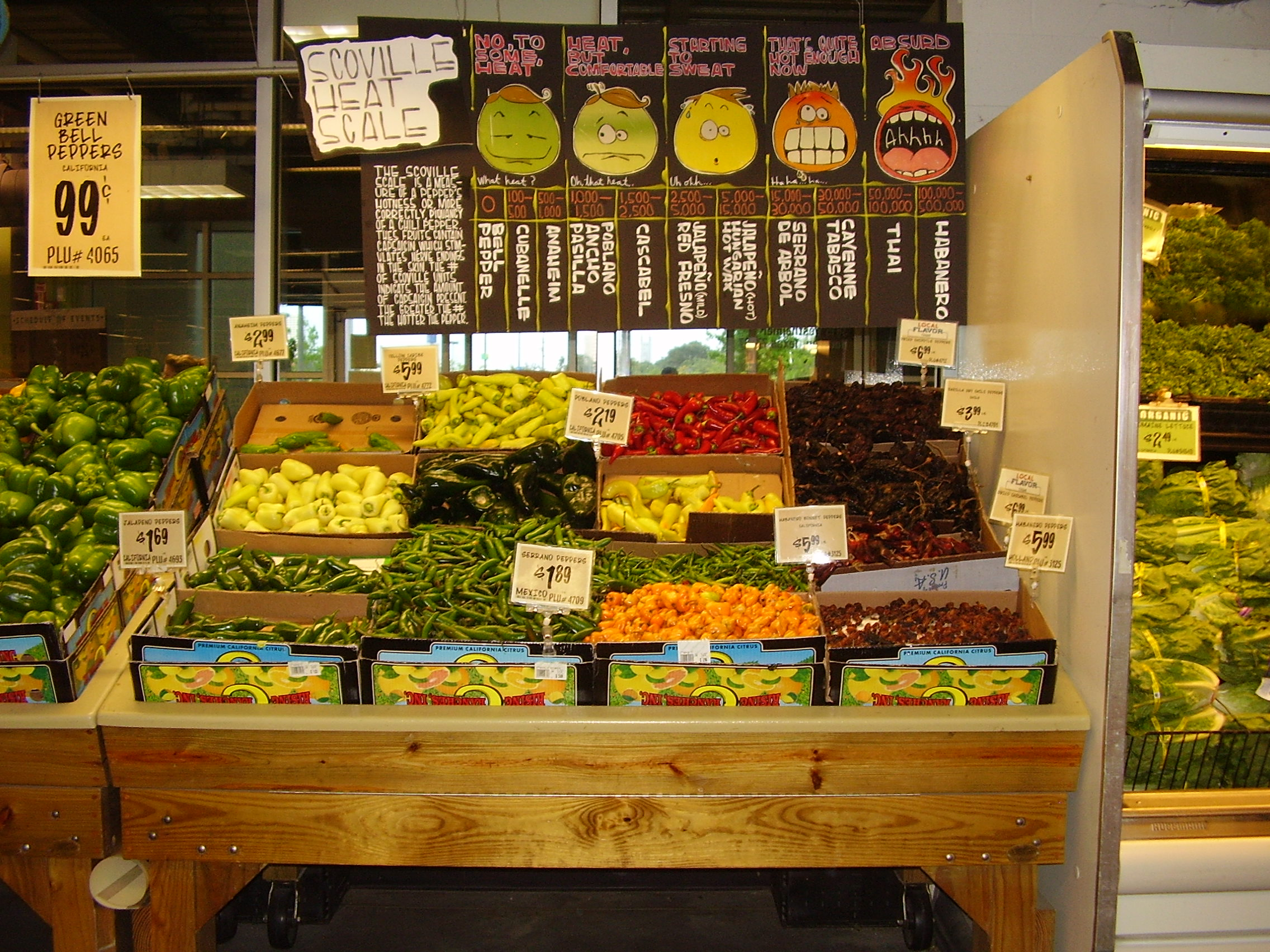
عرض الفلفل الحار ومقياس سكوفيل في سوبر ماركت في هيوستن، تكساس.

الطعام الحامز ويشار إليه عادةً بالحرارة أو الحرافة، هو الطعام ذو المذاق اللاذع الحار مثل الفلفل. كلمة اللاذع قد تنطبق أحيانًا على الأطعمة الأقل حرارة التي «تحفز بشكل قليلاً الحنك». تشمل الأمثلة على الأطعمة الشهية الخردل والكاري.